# اسپرینگ لیک (یوتا)
اسپرینگ لیک (به انگلیسی: Spring Lake) یک منطقهٔ مسکونی در ایالات متحده آمریکا است که در شهرستان یوتا، یوتا واقع شده‌است. اسپرینگ لیک ۳٫۱ کیلومتر مربع مساحت و ۴۵۸ نفر جمعیت دارد و ۱٬۴۴۲ متر بالاتر از سطح دریا واقع شده‌است.